# Стара Донгола
Стара Донгола (старонубијски: ⲧⲩⲛⲅⲩⲗ, Тунгул; арапски: دنقلا العجوز, Дункула ал-ʿАјуз) је напуштени град у дахашњем севермом вилајету државе, Судан, који се налази на источној обали Нила Вади Ховар.Она је представљала важан град у средњовековној Нубији и била је полазна тачка за караване који су се кретали на запад до Дарфура и Кордофана, од четвртог до четрнаестог века Стара Донгола је била главни град државе Макурија. Пољски археолошки тим врши ископавања града од 1964. године.
Урбани центар становништва преселио се низводно 80 км (50 миља) на супротну страну Нила током деветнаестог века, и постао  модерна Донгола.

## Историја

### Оснивање и процват
Археолошко налазиште које обухвата Стару Донголу простире се на око 200 хектара. У њеном јужном делу се налазе цитадела и урбане зграде, док су на северу откривене сјајне приградске резиденције. Ту се налазе и гробља повезана са каснијим фазама функционисања града, укључујући исламске гробнице са куполама.
Стара Донгола је основана у петом веку као тврђава. У цитадели, која је била краљевска резиденција, налазиле су се бројне палате и јавне зграде. Средином шестог века са доласком православног хришћанства Донгола је постала  главни град Макурије. Град је додатно проширен, укључујући и област изван цитаделе. Саграђено је неколико цркава. Из тог разлога јавила се потреба, да за употребљавањем назива које су им дали савремени археолози, Зграда Икс и Црква са каменим плочником. Ова два објекта подигнута су око 100 метара од центра града који је ограђен зидинама, што указује да се у то време град већ протезао преко првобитних зидина тврђаве. Зграду Икс убрзо је заменила Стара црква.
Средином седмог века, две главне цркве су уништене, али су убрзо обновљене. Грађевински материјал је узет из Старе цркве и коришћен је за поправку градских зидина. Археолози верују да је ово уништење доказ од томе да су се одиграле Прва (642) и Друга битка код Донголе (652).
Крајем седмог века над Старом црквом је подигнута Црква од гранитних стубова. Украшена са 16 гранитних стубова, сваки са богато украшеним гранитним капителима,  црква од гранитних стубова је можда била саборна црква Старе Донголе.
Процват града одиграо се у деветом и једанаестом веку, али је грађевинска активност трајала до четрнаестог века. Црква од камених плочника је у то време замењена Црквом у облику крста. Друге зграде које које су се користиле у Старој Донголи у то време укључују многе друге цркве, најмање две палате и значајан манастир на северној страни града. Неколико кућа је било добро опремљено и имале су купатила и зидне слике.
Књига знања, путопис који је саставио шпански монах убрзо после 1348. године, помиње да су се у Старој Донголи населили ђеновљански трговци; можда јер су тамо продрли као последица трговачког уговора из 1290. између Ђенове и Египта.

### Велики манастир Светог Антонија
Око 1,5 км североисточно од цитаделе налази се такозвани Ком Х где је откривен манастир. Према натпису посвећен је Светом Антонију Великом, али се у литератури помиње и манастир Свете Тројице. То је вероватно био један од првих хришћанских грађевинских пројеката у Донголи. Епископ Донголе Георгиос, који је умро 1113. године, сахрањен је у једној од крипти у цркви. Натпис на његовој погребној стели указује да је Свети Антоније Велики био ктитор манастира. У богатом скупу текстова на грчком, коптском и старонубијском који се налази у архиепископској крипти појављује се и посвета Светој Тројици.
На зидовима манастирских зграда откривено је око 100 композиција из периода од једанаестог–тринаестог века. Многе од ових слика су јединствене, како са уметничке тако и са иконографске тачке гледишта. Приказивале су Христа, Марију, Апостоле, сцене из Старог и Новог Завета, као и великодостојнике.

### Сала за устоличење
Монументална репрезентативна грађевина интерпретирана као Престолна сала макурских краљева је масивна одбрамбена грађевина димензија 28 м к 18 м к 12 м, смештена на стеновитом огранку источно од тврђаве. Саграђена је у 9. веку. Зграда је имала два спрата; висина зидова износила је 6,5 м у приземљу и 3,5 м на спрату. Године 1317. претворена је у џамију, што је догађај који о којем је сачуван траг у темељној стели коју је подигао Сајф eл Дин Абдулах Баршамбу. Свечана престона сала на првом спрату претворена је у просторију за молитву. Џамија је остала у употреби до 1969. године, када је зграда претворена у историјски споменик.

### Напуштање
Током тринаестог и четрнаестог века град је био у опадању. Неколико пута су га напали Арапи. Преживели натпис подигнут у Старој Донголи носи датум 1317. године, што се обично сматра записом о војној експедицији коју је послао египатски султан како би поставио свог кандидата Абдулаха, можда муслиманског Нубијанца, на трон. Краљевски двор је напустио Донголу 1364. године.
Под Фунџом, Стара Донгола је постала престоница северних провинција. Француски путник Шарл Жакес Понкет  посетио је град 1699. године и у својим мемоарима описао га је тако што је навео да се налази на падини пешчаног брда. Његов опис Старе Донголе се наставља:
Куће су лоше грађене, а улице напола пусте и испуњене гомилама песка, које су настале услед поплава са планина. Дворац се налази у самом центру града. Велика је и пространа, али су утврђења незнатна. Задивљује Арапе, који су господари отворене земље.
У овом периоду настављени су интензивни трговински односи са Далеким истоком, као и Европом. Међутим, трговина је опала након успона Шаигија конфедерације племена. Године 1812. Мамелуци су побегли у Судан да би избегли чистке у Египту и освојили су Стару Донголу. Основали су град Нова Донгола низ реку, који је растао, померајући привредни и трговачки центар региона од Старе Донголе.

### Муслиманско гробље
Велико муслиманско гробље са бројним кубетима, подигнуто у 17. веку, и сведочи о значају Старе Донголе и у временима након средњег века.

## Пољска археолошка експедиција у Старој Донголи
Пољске археолошке и конзерваторске радове у Донголи покренуо је Казимиеж Михаловски. Пољски центар за медитеранску археологију Универзитета у Варшави спроводи истраживање на том локалитету од 1964. године, уз подршку Суданске националне корпорације за антиквитете и музеје. Први шеф експедиције био је архитекта Антони Острасз. Касније су Стефан Јакобјелски и Влодимир Годлевски руководили ископавањима током 60 година. Од 2017. године, спрооведен је пројекат „УММА: Урбана метаморфоза заједнице средњевековног афричког главног града“ (ЕИЦ Стартинг Грант), који води Артур Облуски, активан је у проучавању најмлађих слојева локалитета.
У мају 2021, археолози предвођени Облуским су објавили откриће нове апсиде цркве украшене сликама које описују два реда колосалних фигура, као и причвршћени зид и оближњу куполу велике гробнице у Старој Донголи, која је могла бити саборна црква и највећа позната црква из средњовековне Нубије. Облуски је известио: „Апсида је дубока око 9 метара. То значи да је источни део зграде сачуван до импресивне висине од три спрата типичне за стамбене зграде. Како је наведено“ све то указује на велику шансу да постоји више слика и натписи под нашим ногама, баш као у Фарасу“. У фебруару 2023. године, Пољски центар за медитеранску археологију на челу са Облуским објавио је откриће староегипатских хијероглифа исписаних на каменим блоковима и фигуралним украсима као елемената из фараонског храма. Поред тога, пољски археолози су открили разне необичне зидне слике вероватно из тринаестог века. Једна од ових слика је портрет Богородице, а друга приказује сцену са арханђелом Михаилом и нубијским краљем. Држећи краља у наручју, арханђел га представља Исусу који седи на облаку и пружа му руку да би је пољубио. „Ово је потпуно неуобичајено за византијску хришћанску уметност, која генерално не показује много интеракције или контакта између смртника и бесмртника“, рекао је вођа тима Артур Облуски.

## Белашке
1. 1 2 3 4 5 6 7 8   „Dongola”. pcma.uw.edu.pl. Приступљено 2020-06-16.
2. ↑  Crawford, O. G. S. (1949). „"Some Medieval Theories about the Nile"”. The Geographical Journal. 114 (1/3): 6—23. JSTOR 1789985. doi:10.2307/1789985.
3. 1 2 3 4   Godlewski, Włodzimierz (2013). Dongola : ancient Tungul : archaeological guide (PDF). Polish Centre of Mediterranean Archaeology. University of Warsaw. ISBN 978-83-903796-6-1. OCLC 912866350.
4. 1 2  Godlewski, Włodzimierz, ур. (2019). Dongola 2015-2016. Fieldwork, conservation and site management. ISBN 978-83-235-3487-7. doi:10.31338/uw.9788323534877.
5. ↑  Artur Obłuski, Włodzimierz Godlewski, Wojciech Kołątaj, Stanisław Medeksza, Cristobal Calaforra-Rzepka; The Mosque Building in Dongola. Conservation and Revitalization project; Polish Archaeology in the Mediterranean 22 (Research 2010); 2013; pp. 248–272; ISSN 1234-5415 (Print), ISSN 2083-537X (Online)
6. ↑  M. Elfasi (editor); General History of Africa III. Africa from the Seventh to the Eleventh Century; 1988; pp. 199–201;  92-3-101 709-8
7. ↑  P. L.; Shinnie, M. (1965). „New Light on Medieval Nubia”. The Journal of African History. 6 (3): 263—273. JSTOR 180167. doi:10.1017/S002185370000579X.
8. 1 2  Beška, Emanuel (2020-01-01). „SWAN SONG IN THE NILE VALLEY: THE MAMLUK STATELET IN DONGOLA (1812 – 1820)”. Asian and African Studies.
9. ↑  „UW archaeologist with the ERC grant”.
10. ↑  „Newly discovered church in Dongola could have been a cathedral, say archaeologists”. Science in Poland. 31. 5. 2021.
11. ↑  „Discovery of the remains of the largest church in Old Dongola | University of Warsaw”. en.uw.edu.pl. Приступљено 2021-09-01.
12. ↑  „Church discovered in Sudan could be medieval cathedral”. HeritageDaily – Archaeology News (на језику: енглески). 2021-06-01. Приступљено 2021-09-01.
13. ↑  Gershon, Livia. „Ruins of Monumental Church Linked to Medieval Nubian Kingdom Found in Sudan”. Smithsonian Magazine (на језику: енглески). Приступљено 2021-09-01.
14. ↑  Szotek, Andrzej (2023-02-27). „Hieroglyphs discovered in Old Dongola, Sudan”.
15. ↑  Weiss, Daniel (January—February 2024). „A Painted Prayer - Archaeology Magazine”. www.archaeology.org. Приступљено 2023-12-20. Проверите вредност парамет(а)ра за датум: |date= (помоћ)